# Breaking the Habit
Breaking the Habit – singel amerykańskiego zespołu numetalowego Linkin Park z płyty Meteora. Wydany w 2004 roku, jest to ich 6 i ostatni singel z tego albumu. Na albumie ma numer 9. Jest to także jedyny utwór na płycie, w którym nie występują surowe, metalowe dźwięki gitar oraz rapowe wokale.

## Lista utworów
1. „Breaking the Habit”
2. „Crawling” (Live)

Bonus
1. „Breaking the Habit” 3:15 (CD-ROM Music Video)

## Twórcy
- Chester Bennington – wokale
- Mike Shinoda – syntezator, sampler, aranżacja instrumentów smyczkowych, wokale wspierające
- Brad Delson – gitara
- Dave „Phoenix” Farrell – gitara basowa
- Joe Hahn – turntablizm, samplery, programowanie
- Rob Bourdon – perkusja
- Dave Campbell – aranżacja instrumentów smyczkowych
- Joel Derouin, Charlie Bisharat, Alyssa Park, Sara Parkins, Michelle Richards, Mark Robertson – skrzypce
- Evan Wilson, Bob Becker – altówki
- Larry Corbett, Dan Smith – wiolonczele